# Dolmen de Puig Balaguer
El Dolmen de Puig Balaguer és un dolmen situat al terme municipal d'Espolla, a l'Alt Empordà, (Alt Empordà), inclòs a l'Inventari del Patrimoni Arqueològic i Paleontològic de Catalunya.
Situat al vessant nord del puig del mateix nom, a la part més alta d'aquest. Val a dir que aquest puig compta, també en la seva part superior, però del costat sud, amb una prospecció minera d'un centenar de metres excavada dins la roca i que ha deixat una tartera artificial davant de l'entrada. El dolmen Forma part dels Dòlmens d'Espolla.
Està construït amb lloses de pissarra i en terreny molt pendent. Es tracta d'un sepulcre d'inhumació restringida i reutilitzable. Té la cambra trapezoïdal amb un corredor no visible. La llosa de coberta està caiguda a sobre la cambra que està plegada.
Cal situar-lo entre 3200 i 2700 aC. En l'acta de consagració de l'església de Sant Martí de Baussitges al 946 apareix documentat com archetta. Va ser identificat per Josep Mallart i Bosch i Joan Salvatella i Cristina el 1920, el 1925 va ser excavat per Pere Bosch i Gimpera i Lluís Pericot i Garcia.